# سشات
سشات (بالإنجليزية: Seshat)‏ هي إلهة الحكمة والمعرفة والكتابة في مصر القديمة. وكانت تعتبر حارسة النصوص والسجلات، ويعني اسمها «التي تدوِّن»، ويُرجع إليها الفضل في اختراع الكتابة. وأصبحت أيضا تعرف كإلهة للهندسة المعمارية وعلم الفلك وعلم التنجيم والبناء والرياضيات وعلم المساحة، وهي كلها مجالات تعتمد على المهارة في الكتابة والتدوين، كما أنها عرفت في بعض النصوص المتأخرة باسم «سفخت عبو» والذي يعني «التي ترتدي القرنين» (كإشارة لغطاء رأسها).
ومن ألقابها الأخرى «سيدة دار الكتب»، وهو يعني الإلهة التي يحافظ كهنتها على المكتبة حيث حفظت اللفائف التي تحوي المعرفة والعلوم الهامة، وقد كان أحد الأمراء من الأسرة الرابعة ويدعى (وب أم نفرت) يلقب على لوحة له بالمشرف على الكتبة الملكيين وكاهن سشات، وكانت هليوبوليس موقع الحرم المقدس لها ومركز عبادتها، كما أنها وُصفت بأنها إلهة التاريخ.

## تصويرها
وقد كانت في النقوش تصوّر في هيئة امرأة تحمل شعارا سباعي الأذرع فوق رأسها، ومن غير الواضح تحديد ما كان يمثل هذا الشعار بدقة، وقد دعاها الفرعون تحتمس الثالث (1479-1425 ق.م) «سيفكيت أبوي» أي «ذات السبع نقاط»، وتنص عشرة من نصوص التوابيت على التالي: «سشات تفتح أبواب السماء لك.»
وتظهر في العادة ماسكةً قلما للكتابة راسمةً شقوقاً على جريدة نخل (ساق الورقة المركبة للنخيل) للدلالة على تسجيل مرور الوقت، وخاصة لتتبع وتسجيل حياة فرعون، كما كانت تصوّر مع أدوات أخرى، عادةً مع حبال معقودة ممدودة لتحديد مساحة الأرض والمباني.
كذلك فإنها في كثير من الأحيان تظهر مرتدية جلد الفهد أو النمر على ثوبها، وهو رمز مخصص للكهنة الجنائزيين، إذا لم تظهر مع الجلد فوق ثوب كان نمط الزخرفة على الثوب نفسه يشابه شكل جلد القطط المرقطة (الفهود والنمور)، ويُعتقد أن نمط ترقيط جلود هذه الحيوانات على إخفاء الطبيعي يمثل النجوم التي كانت تعتبر رمزا للخلود وتترافق مع سماء الليل كذلك.

## وظائفها
كإلهة المقاييس والمكاييل والكتابة، كان من المعتقد إنها تظهر لمساعدة الفرعون في هذه الممارسات، كما كانت هي التي تسجل على جريدة النخل الخاصة بها الوقت المتبقي للفرعون في هذه الحياة على الأرض.
كما أنها ساعدت الفرعون في طقس «مد الحبل» المرتبط برسم أسس المعابد والهياكل الهامة الأخرى من أجل تحديد وضمان المعايير المقدسة ودقة الأبعاد، وكانت مهاراتها لازمة لمسح الأرض بعد الفيضانات السنوية لإعادة رسم خطوط الحدود بين الأراضي الزراعية، الكاهنة التي كانت تشارك في هذه العملية باسمها كانت تشرف كذلك على الموظفين الآخرين الذين يؤدون واجبات مماثلة وتم تدريبهم على الرياضيات وما يتعلق بهذا المجال من معرفة وعلوم.
وقد اعتُبرت الكثير من هذه المعرفة مقدسة تماما بحيث لا يمكن مشاركتها خارج صفوف أعلى المخصين مثل المهندسين المعماريين وبعض الكتبة، كما أنها كانت مسؤولة عن تسجيل الخطب التي يلقيها الفرعون خلال مراسم التتويج والتصديق على عدد الأسرى الأجانب والغنائم في الحملات العسكرية، وخلال عصر الدولة الحديثة، كانت تشارك في عيد سِدْ الذي كان يقيمه الفراعنة الذين استطاعوا الحكم لفترة 30 عاما.
وفي وقت لاحق، عندما ظهرت عبادة إله القمر تحوت وأصبحت بارزة وأصبح يشار إليه باعتباره إله الحكمة، تغير دور سشات في تسلسل الآلهة المصرية عندما تم استحداث مشابهات للآلهة القديمة، فتم استبدال كاهناتها ذوي الرتب المنخفضة بكهنة لتحوت، وفي البداية قيل إنها ابنته ثم بعد ذلك أصبحت زوجته.
بعد الاقتران بتحوت ظهر شعار سشات يعلوه هلال، والذي مع مرور الوقت تحول إلى شكل قرنين لتشكيل نفس شكل الهلال، ولكن مقلوبا ناظرا للأسفل (بطريقة غير نمطية بالنسبة للفن المصري)، عندما تحول رمز الهلال إلى قرون، أصبحت في بعض الأحيان تسمى سفيخ أوبي الذي يعني (المرتدية لقرنين)، وفي عدد قليل من الصور يشبه قرناها ثعبانيّ كوبرا، كما هو مبين في الكتابات الهيروغليفية، ولكن في مواجهة بعضهما البعض ورأسيهما يتلامسان.

## معرض صور

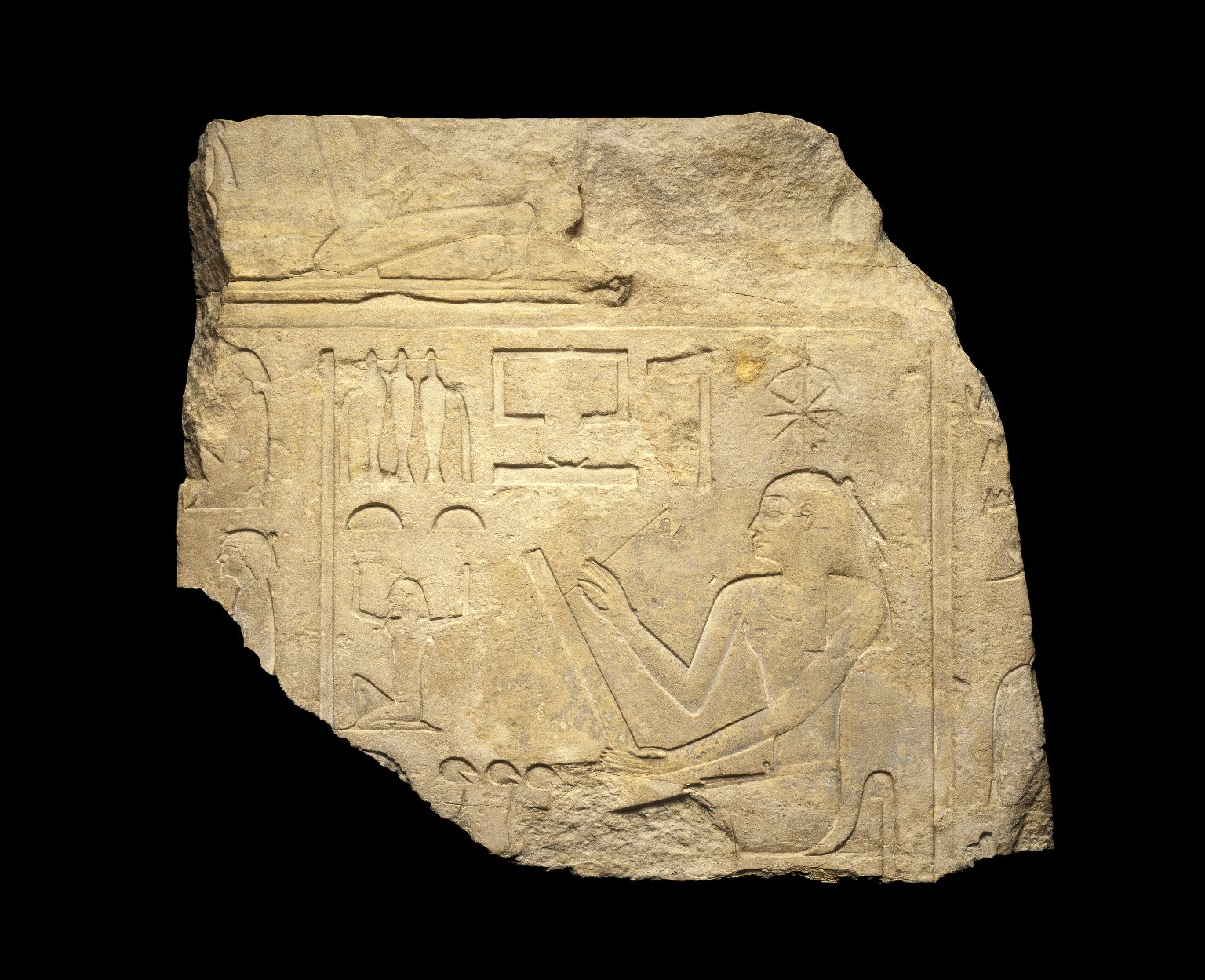
الإلهة سشات ، من فترة عام 1919 إلى 1875 ق.م ، متحف بروكلين.
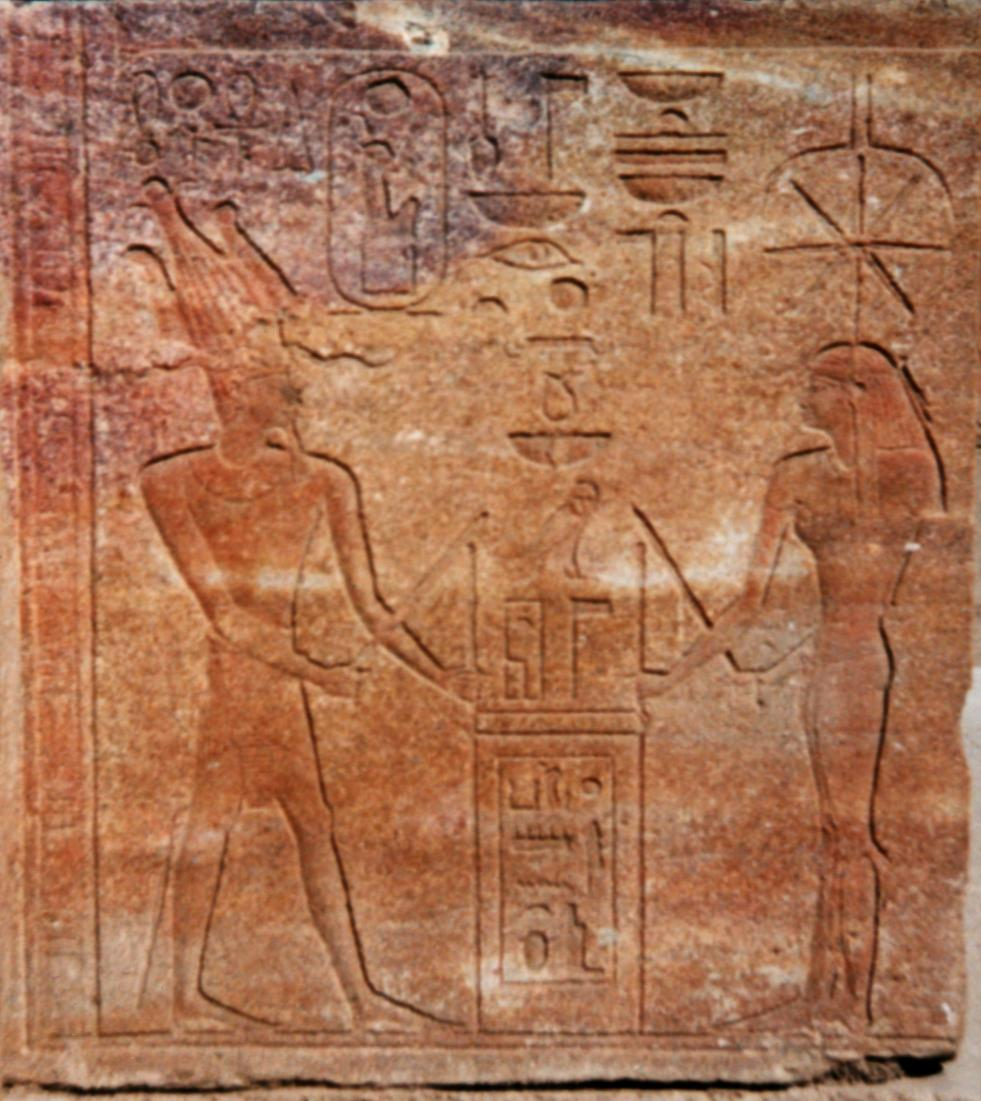
سشات مع الفرعونة حتشبسوت.
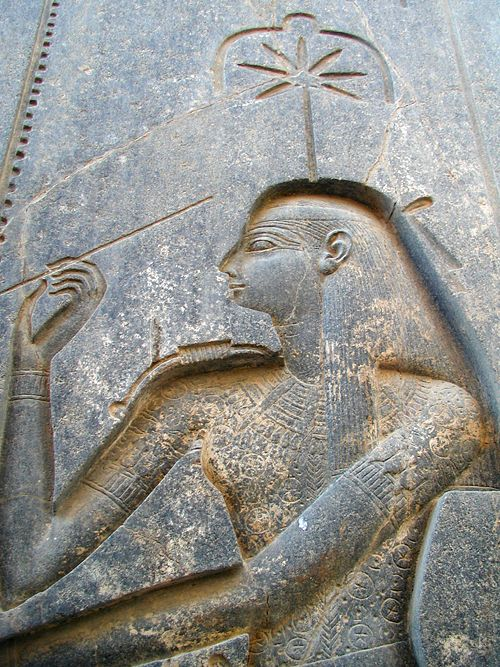
سشات منقوشة على الجزء الخلفي من عرش تمثال جالس لرعمسيس الثاني في معبد آمون في الأقصر. ويرجع من حوالي 1250 ق.م.
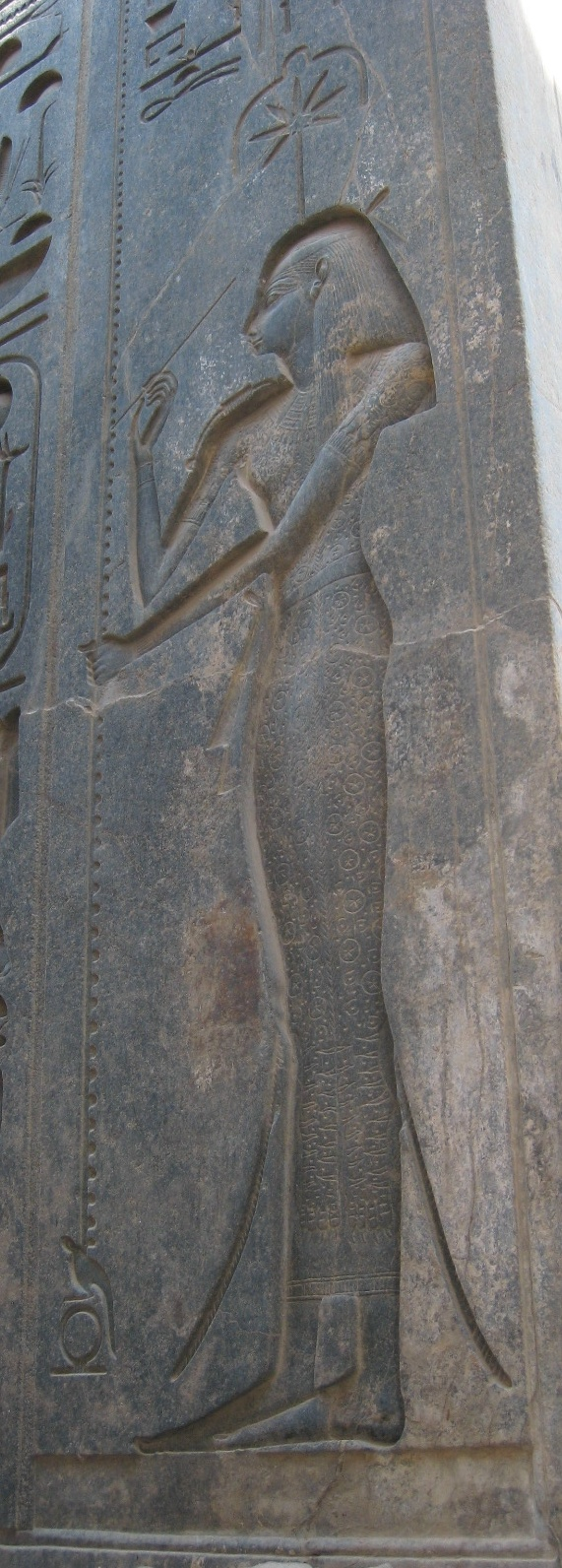
نفس النقش السابق ، الرسم كاملا.
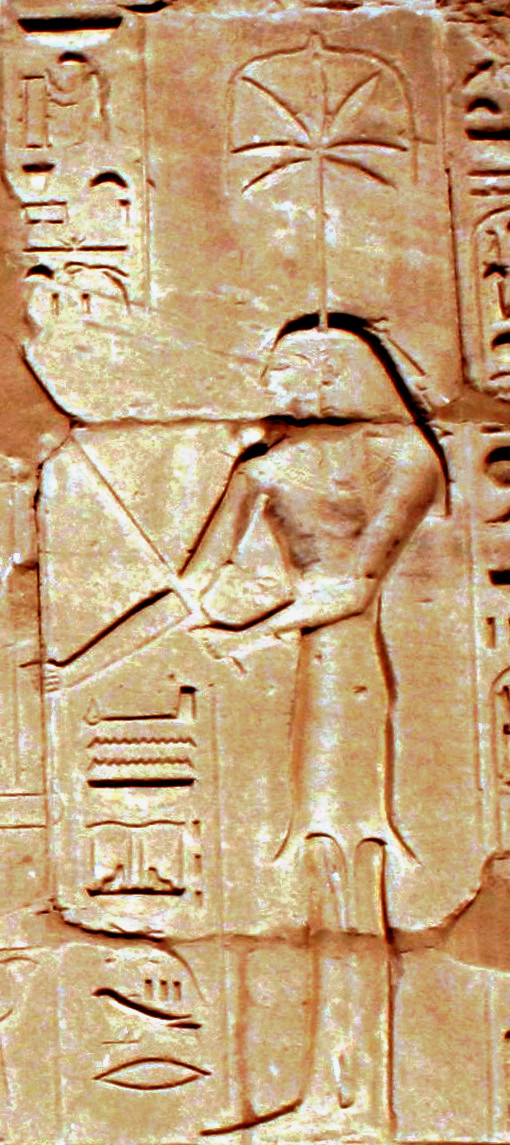
نقش لسشات من معبد الكرنك.